# Сільвія (королева Швеції)
Королева Сільвія (швед. Silvia, Sveriges Drottning), від народження Сільвія Рената Зоммерлат (нім. Silvia Renate Sommerlath, нар. 23 грудня 1943, Гайдельберг, Баден-Вюртемберг, Німеччина) — королева Швеції, дружина короля Швеції Карла XVI Густава.

## Біографія
Донька німецького підприємця Вальтера Зоммерлата і бразилійки Аліс Зоммерлат, уродженої з прізвищем де Толедо.
Сільвія багато років жила в бразильському місті Сан-Паулу, де її батько був представником шведської фірми. Після того, як сім'я Зоммерлат повернулася з Бразилії до Німеччини, Сільвія вступила на навчання до Мюнхенського інституту перекладачів і в 1969 році закінчила його як перекладачка з іспанської мови.
У 1971 році вона була призначена старшою перекладачкою-екскурсоводом при оргкомітеті Мюнхенських Олімпійських ігор 1972 року. Під час цих Олімпійських ігор Сільвія Зоммерлат і познайомилася з Карлом XVI Густавом, у той ще час спадкоємцем шведського трону. Їх заручини відбулася 12 березня 1976 року, а 19 червня того ж року в Катедральному соборі Стокгольма відбулася весільна церемонія (офіційний шлюб).
Вона належить до Лютеранської церкви Швеції, як і Карл XVI Густав. Королева Швеції активно працює в царині допомоги інвалідам, вона — голова Весільного Королівського фонду, кошти якого йдуть на дослідження, що допомагають спортсменам-інвалідам. Очолює Міжнародний Дитячий Фонд англ. World Childhood Foundation.

## Сім'я
- Мадлен, принцеса Швеції (нар. 10 червня 1982 року);
- Карл Філіп, принц Швеції (нар. 13 травня 1979 року);
- Вікторія, принцеса Швеції (нар. 14 липня 1977 року).

До 1981 року королівська родина мешкала у палаці міста Стокгольм, після чого вони переїхали до палацу в Дроттнінгхольм, що розташований у парковій зоні в околицях столиці Швеції.

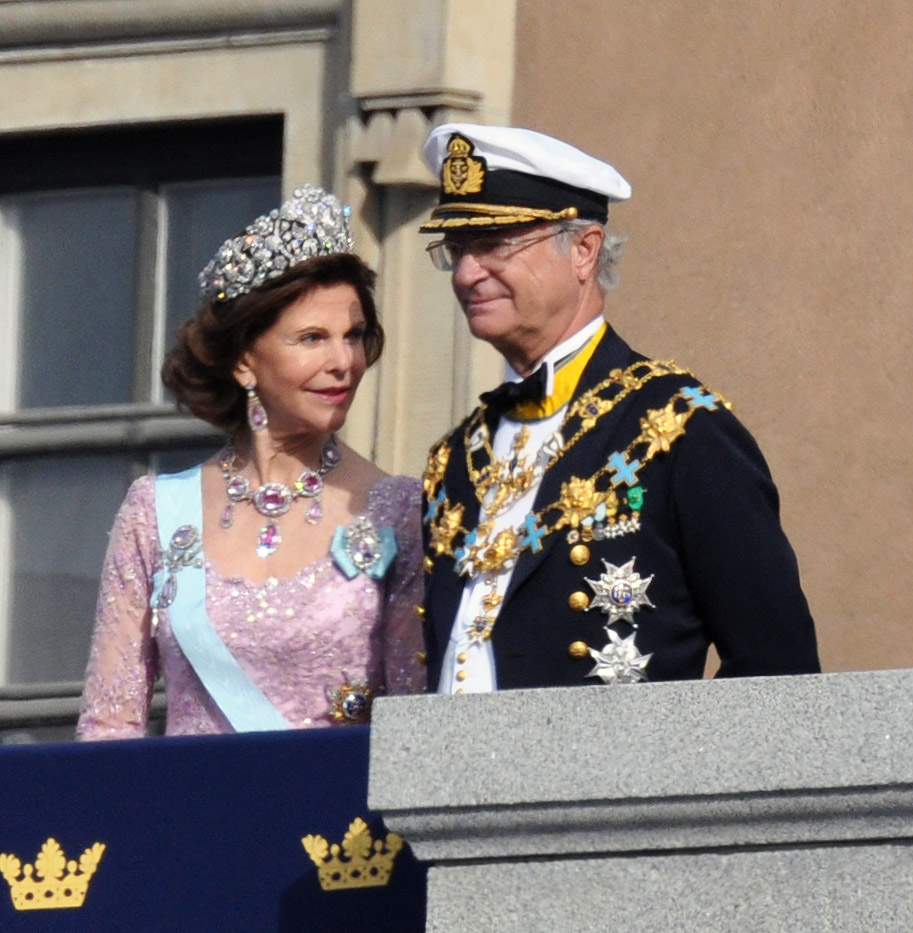
Королева Сільвія та король Карл XVI Густав

## Нагороди
- Кавалер Ордену Усмішки (Польща);
- Королева мініатюрного портрету (1976 рік, Швеція)
- Пам'ятний знак 50-ліття Його Величності короля Швеції Карла XVI Густава (30 квітня 1996 року, Швеція)
- Пам'ятний знак королівського весілля кронпринцеси Вікторії та Даніеля Вестлінга (19 червня 2010 року, Швеція);
- Кавалер ордену Серафимів (6 травня 1976 року, Швеція);
- Кавалер Великого хреста ордену Святого Олафа (Норвегія);
- Кавалер Великого Хреста ордену За заслуги перед ФРН (Німеччина);
- Кавалер Великого хреста ордену Трьох Зірок (1995 рік, Латвія);
- Кавалер Великої Зірки Пошани за Заслуги перед Австрійською Республікою (Австрія);
- Кавалер Великого хреста ордену Леопольда I (1977 рік);
- Кавалер Великого хреста ордену Південного Хреста (Бразилія);
- Кавалер ордену «Стара Планіна» (Болгарія);
- Кавалер ордену Слона (1985 рік, Данія);
- Кавалер ордену Хреста землі Марії 1 класу (1995 рік, Естонія);
- Кавалер ордену Білої зірки 1-го класу (2011 рік, Естонія);
- Кавалер ордену Білої троянди Фінляндії (Фінляндія);
- Кавалер Великого хреста ордену Почесного легіону (Франція);
- Кавалер Ордену «За заслуги» (Франція);
- Кавалер Великого хреста ордену Пошани (2008 рік, Греція);
- Кавалер Великого хреста ордену Сокола (1981 рік, Ісландія);
- Кавалер Великого хреста ордену «За заслуги перед Італійською Республікою» (1991 рік, Італія);
- Кавалер ордену Відродження (1989 рік, Йорданія);
- Кавалер ордену Вітаутаса Великого із золотим ланцюгом (1995 рік, Литва);
- Кавалер Великого хреста ордену Золотого лева Нассау (2008 рік, Люксембург);
- Кавалер ордену Корони Малайзії (Малайзія);
- Кавалер Великого хреста ордену Нідерландського лева (Нідерланди);
- Кавалер ордену Білого орла (Польща);
- Кавалер Великого хреста ордену Христа (1987 рік, Португалія);
- Кавалер Великого хреста ордену Інфанта дона Енріке (2008 рік, Португалія);
- Кавалер Ордену Зірки Румунії (2008 рік, Румунія);
- Кавалер ордену Чула Чом Клао (Таїланд);
- Великий хрест ордену Ізабелли Католицької (Іспанія);
- Дама ордену Коштовної корони 1 класу (Японія);
- Медаль Ватикану (Ватикан);
- Великий хрест королівського ордену Лейла Утама (Бруней);
- Орден визволителя Сан-Мартина (1998 рік, Аргентина);
- Орден Ацтекського орла (Мексика);
- Орден за особливі заслуги;
- Велика медаль за дипломатичні заслуги 1-го класу (Південна Корея);
- Орден князя Ярослава Мудрого I ст. (Україна, 22 березня 1999)[1]
- Орден «За заслуги» I ст. (Україна, 29 вересня 2008)[2]